# Amparo Martí
Amparo Martí Martínez (Valencia, 9 de septiembre de 1903-Madrid, 3 de mayo de 1973) fue una actriz española.

## Biografía
Nacida en el seno de una familia de actores, se subió por primera vez a un escenario con tan solo once años de edad para representar la obra La alondra y el milano. Su debut tuvo lugar en el Teatro Princesa de Valencia.
Ya en edad adulta, trabajó en las compañías de Pedro Zorrilla y María Mayor y Ricardo Calvo hasta que es contratada para trabajar en el Teatro Infanta Isabel de Madrid, donde pudo poner en escena varias obras de Pedro Muñoz Seca, Carlos Arniches, los Hermanos Álvarez Quintero, etc.
Más adelante forma su propia compañía con su marido, Francisco Pierrá, con la que actúa durante cerca de veinte años e interpreta, entre otras, Atrévete, Susana (1941), de Ladislas Fodor.
Posteriormente pasa al Teatro Lara también de Madrid, en el que interpreta, primero Al amor hay que mandarlo al colegio, junto a Mary Carrillo y Rafael Rivelles en 1950. Gracias a su interpretación obtuvo la Medalla de Oro de Valladolid. La actriz permaneció trece temporadas en ese teatro e intervino, entre otras, en Criminal de guerra (1951), de Joaquín Calvo Sotelo, Callados como muertos (1952), de José María Pemán, Señora Ama (1953), de Jacinto Benavente, La muralla (1954), de Joaquín Calvo Sotelo y La herida luminosa (1955), de Josep Maria de Sagarra. Su presencia en las tablas se prolonga en la década de 1960, pudiendo destacarse de esta etapa los estrenos de ¿Dónde vas, Alfonso XII? (1957), de Juan Ignacio Luca de Tena, Aurelia y sus hombres, de Alfonso Paso, Su amante esposa (1966), de Jacinto Benavente y sobre todo El tragaluz (1967), de Antonio Buero Vallejo.
En cuanto a su paso por el cine, merecen destacarse títulos como La tonta del bote (1939), Currito de la Cruz (1949), Tarde de toros (1956) o Cuarenta años de novios (1963).